# Processo Hoffman
Processo Hoffman é um curso internacional de autoconhecimento criado em 1967 por Bob Hoffman, nos Estados Unidos. Também conhecido como Processo Hoffman da Quadrinidade (Hoffman Quadrinity Process), o método busca promover a superação de padrões emocionais negativos, com o objetivo de ampliar a consciência emocional e comportamental, integrar aspectos da personalidade e melhorar relacionamentos interpessoais e a autoliderança.

## Metodologia
O Processo Hoffman é estruturado com base em quatro dimensões do ser humano: intelecto, emoção, corpo e espiritualidade. Durante a imersão, os participantes são conduzidos por exercícios que envolvem escrita, visualizações, trabalhos corporais e reflexões. A abordagem é considerada experiencial e visa promover uma reconexão com o “eu essencial”, através do rompimento de condicionamentos adquiridos na infância.
O método tem como objetivo fortalecer a autoestima, estimular o perdão, ampliar a inteligência emocional e favorecer escolhas mais conscientes e autênticas.

## Aplicação internacional
Desde sua criação, o Processo Hoffman se espalhou para mais de 15 países. Ele é aplicado por instituições licenciadas e autorizadas pelo Hoffman Institute International. Países como Estados Unidos, Canadá, Reino Unido, Alemanha, Austrália e Brasil têm centros autorizados que oferecem o curso em formato de imersão, com duração de sete dias.

## Presença no Brasil
No Brasil, o Processo Hoffman é aplicado pelo Centro Hoffman, sediado em São Paulo, que atua na condução do método desde a década de 1980. A instituição foi fundada por Marisa Thame e, após seu falecimento, passou a ser dirigida por Heloísa Capelas. O Centro Hoffman organiza turmas regulares do Processo Hoffman no Brasil, em formato de imersão presencial, e desenvolve outros programas de formação voltados ao desenvolvimento humano.

## Reconhecimento
O Processo Hoffman tem sido mencionado por veículos jornalísticos nacionais como UOL, Você RH, Saúde é Vital e TV Globo, em reportagens e entrevistas sobre autoconhecimento e inteligência emocional.
Relatos de participantes e profissionais da área da saúde mental, educação e gestão reforçam os benefícios obtidos com a aplicação da metodologia, especialmente no fortalecimento da autoestima, na reconexão emocional e na melhoria de relações interpessoais e profissionais.